# HHhH (film)
The Man with the Iron Heart  (uitgebracht als HHhH in Frankrijk en Killing Heydrich in Canada) is een Engelstalige Frans-Belgische biografische oorlogsdrama en thriller geregisseerd door Cédric Jimenez en geschreven door David Farr, Audrey Diwan en Jimenez. Het is gebaseerd op de roman HHhH van de Franse schrijver Laurent Binet en concentreert zich op Operatie Anthropoid, de moord op nazi-leider Reinhard Heydrich in Praag tijdens de Tweede Wereldoorlog.
De film werd opgenomen in Praag en Boedapest van september 2015 tot februari 2016. 

## Cast
| Acteur           | Personage           |
| ---------------- | ------------------- |
| Jason Clarke     | Reinhard Heydrich   |
| Rosamund Pike    | Lina Heydrich       |
| Stephen Graham   | Heinrich Himmler    |
| Jack O'Connell   | Jan Kubiš           |
| Jack Reynor      | Jozef Gabčík        |
| Mia Wasikowska   | Anna Novak          |
| Gilles Lellouche | Václav Morávek      |
| Tom Wright       | Josef Valcik        |
| Enzo Cilenti     | Adolf Opalka        |
| Geoff Bell       | Heinrich Müller     |
| Volker Bruch     | Walter Schellenberg |
| Barry Atsma      | Karl Hermann Frank  |
| Delaet Ignace    | Klaus Heydrich      |
| Noah Jupe        | Ata Moravek         |

## Productie
De film is gebaseerd op Laurent Binets roman HhhH over Operatie Anthropoid, de moord op nazi-leider Reinhard Heydrich in Praag. De titel is een acroniem voor Himmlers Hirn heißt Heydrich (Himmlers hersenen heten Heydrich), een grap over Heydrich die naar verluidt in nazi-Duitsland werd verspreid. Cédric Jimenez regisseerde de film op basis van het scenario dat hij samen met David Farr en Audrey Diwan schreef, dat werd gefinancierd door Légende Films, Adama Pictures, Echo Lake Entertainment en FilmNation Entertainment. Alain Goldman en Simon Istolainen produceerden de film. Op 28 oktober 2015 kwam The Weinstein Company aan boord om de distributierechten van de film in de Verenigde Staten af te handelen.
De belangrijkste fotografie van de film begon op 14 september 2015 in Praag en Boedapest, die eindigde op 1 februari 2016.

## Ontvangst
Op recensiewebsite Rotten Tomatoes heeft de film een beoordeling van 63% op basis van acht recensies, met een gemiddelde van 5,8/10.